# Pauskroning

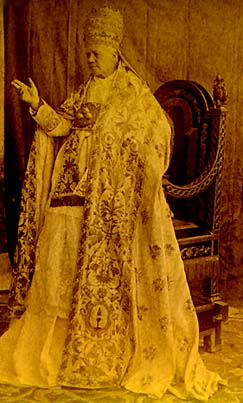
Paus Pius X geeft de zegen Urbi et Orbi, na zijn kroning op 9 augustus 1903

De Pauskroning was een ceremonie vanaf de negende eeuw tot en met 1963 waarmee een nieuwgekozen paus werd ingehuldigd als plaatsbekleder van Christus op aarde, hoofd van de Rooms-Katholieke Kerk en als monarch van Vaticaanstad. De kroning geschiedde met een pauselijke tiara, een driebandige kroon die de hoedanigheden van de paus als priester, leraar en koning symboliseert. De inhuldigingsceremonie van 1978 en de daaropvolgende waren een inauguratie.

## Hoogmis
Voorafgaand aan de kroning had de inbezitneming van de Troon van Petrus plaats, ten teken daarvan dat de paus rechtens de opvolger van Petrus was. De kroning zelf vond plaats tijdens een Pontificale Hoogmis, op de eerste zondag na de verkiezing. Tijdens het zingen van de Terts kwamen eerst de kardinalen en vervolgens de aartsbisschoppen en bisschoppen naar de - op zijn troon gezeten – paus, om hem – bij wijze van teken van gehoorzaamheid - knielend de vissersring te kussen. Hierna werd de paus op de Sedia Gestatoria rondgedragen door de Sint-Pietersbasiliek, terwijl boven zijn hoofd een witte Baldakijn werd gedragen, en aan weerszijden van de draagstoel Pauselijke Heren flabella droegen. Op dit moment was de paus nog niet gekroond, hij droeg enkel de mitra preciosa, een met edelstenen belegde mijter. Drie keer hield deze processie halt, op welk moment een tot staf gemodelleerde bundel vlas in brand werd gestoken, terwijl de pauselijk ceremoniemeester uitriep: Pater Sancte, sic transit gloria mundi (Heilige Vader, zo vergaat de glorie van de wereld). Na het confiteor – de paus was dan inmiddels weer op zijn troon gezeten – benaderden de drie meest seniore (gemijterde) kardinaal-bisschoppen hem. Zij hielden hun handen boven het hoofd van de paus en spraken het gebed Super electem Pontificem uit. Vervolgens omhing de kardinaal-protodiaken de paus met het pallium, zeggende:
Accipe pallium, scilicet plenitudinis Pontificalis officii, ad honorem Omnipotentis Dei, et gloriosissimae Virginis Mariae, Matris ejus, et Beatorum Apostolorum Petri et Pauli et Sanctae Romanae Ecclesiae
(in vertaling) Aanvaardt het pallium, als teken van de overvloed van het pauselijk ambt, ter ere van de Almachtige God, en de glorievolste Maagd Maria, Zijn Moeder, en de zalige apostelen Petrus en Paulus en de Heilige Roomse Kerk
Van de elfde tot en met de dertiende eeuw werd de paus op dit moment ook de mantum omgehangen (dit gebruik werd immantatio genoemd). Na het omhangen van het pallium werd de litanie van Allerheiligen gezongen.
De paus nuttigde de hostie niet aan het altaar. Hiervoor nam hij plaats op zijn troon. Diakens brachten hem op een pateen de hostie, afgeschermd met een asterisk.

## Kroning

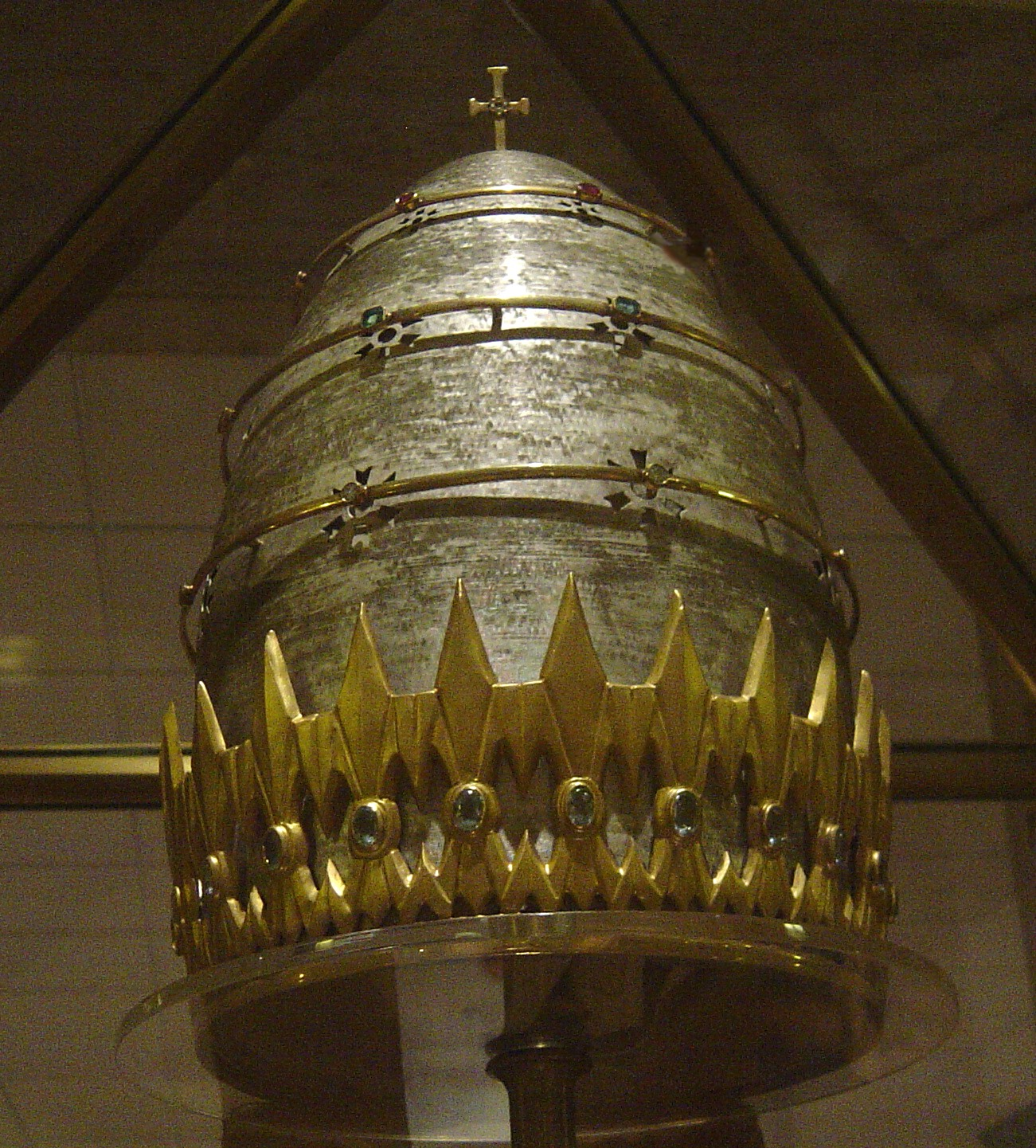
Paus Paulus VI was de laatste paus die werd gekroond. Deze Tiara werd speciaal voor hem ontworpen

De eigenlijke kroning vond na de mis plaats. Bij de kroning van Pius XII gebeurde dit voor het eerst op de buitenloggia van de Sint Pietersbasiliek, opdat het volk getuige kon zijn. De paus was gezeten op een troon, met weer aan weerszijden flabella. De mijter werd van zijn hoofd gehaald, waarna de protodiaken hem kroonde met de tiara, zeggende:

Accipe thiaram tribus coronis ornatam, et scias te esse Patrem Principipum et Regnum, Rectorem Orbis, in terra Vicarium Salvatoris Nostri Jesu Christi, cui est honor et gloria in saecula saeculorum.

Bron: The Coronation of Pope Leo XIII, in Catholic World 27 (1878), p. 282. (cf. )

Vertaling: 
Ontvang de met drie kronen versierde tiara, en weet dat ge zijt: de Vader van de vorsten en koningen, de Bestuurder van de wereld en op aarde de plaatsbekleder van onze verlosser Jezus Christus, aan wie de eer en de glorie is, tot in de eeuwen der eeuwen.

Hierna gaf de paus de zegen Urbi et Orbi.
De laatste ceremoniële handeling die bij de kroning hoorde, was het in bezit nemen van de bisschopszetel van Rome, in de basiliek van Sint-Jan van Lateranen.
In 1978 was paus Johannes Paulus I de eerste die afzag van de traditionele pauskroning. Hem werd – op een mis in de openlucht op het Sint Pietersplein slechts een pallium omgehangen. De pausen na hem lieten zich evenmin kronen. Paus Benedictus XVI zag zelfs als eerste af van het opnemen van de tiara in zijn pauselijk wapen. Hij verving de driekroon door een mijter. Hoewel sinds 1978 geen paus nog gekroond is, is de kroning als inauguratieritueel nog steeds mogelijk. In zijn - op de pausverkiezing betrokken - apostolische constitutie Universi Dominici Gregis – liet paus Johannes Paulus II het aan de nieuwgekozen paus over te bepalen of hij al dan niet gekroond wilde worden. Overigens had de kroning altijd al een zuiver ritueel karakter. Een paus is namelijk paus in de volle zin van het woord op het moment dat hij zijn benoeming aanvaardt tijdens het conclaaf.